# واين جونستون
واين جونستون هو مؤلف وكاتب كندي، ولد في 22 مايو 1958 في Goulds, St. John's ‏ في كندا.